# Lezina mutica
Lezina mutica är en insektsart som först beskrevs av Brunner von Wattenwyl 1888.  Lezina mutica ingår i släktet Lezina och familjen Gryllacrididae. Inga underarter finns listade i Catalogue of Life.